# Sylvia Wiegand
Sylvia Margaret Wiegand, auch Sylvia Young Wiegand, (* 8. März 1945 in Kapstadt) ist eine US-amerikanische Mathematikerin.
Wiegand stammt aus einer bekannten Mathematikerfamilie: ihre Großeltern väterlicherseits waren Grace Chisholm Young und William Henry Young und ihr Vater Laurence Chisholm Young (1905–2000) war Mathematikprofessor in Kapstadt und später an der University of Wisconsin. Sylvia Wiegand initiierte später ein Stipendium für Mathematikstudentinnen an der University of Nebraska im Namen ihrer Großeltern.
Sylvia Wiegand zog 1949 mit ihrer Familie nach Madison (Wisconsin). Sie interessierte sich früh für Mathematik und besuchte noch auf der High School Universitätskurse. Sie studierte ab 1963 am Bryn Mawr College mit dem Bachelor-Abschluss in Mathematik 1966, erwarb 1967 ihren Master-Abschluss an der University of Washington und setzte ihr Studium an der University of Wisconsin fort, unter anderem bei Mary Ellen Rudin. 1972 wurde sie bei Lawrence Levy promoviert (Galois Theory of Essential Expansions of Modules and Vanishing Tensor Powers).  Sie war ab 1972 zunächst Instructor und ab 1974 Assistant Professor und ab 1976 Associate Professor an der University of Nebraska. Ihr Mann Roger Wiegand war dort ab 1972 Associate Professor und ab 1976 Professor. 1987 erhielt sie ebenfalls eine volle Professur (damals als einzige weibliche Professorin in ihrer Fakultät).
Sie befasst sich mit kommutativer Algebra, unter anderem Prim-Spektrum eines Noetherschen Rings, Zerlegung in direkte Summen und das Auflösungsproblem (Cancellation Problem) eindimensionaler Ringe.
Wiegand war Herausgeberin von Communications in Algebra und des Rocky Mountain Journal of Mathematics. 1997 bis 2000 war sie im Executive Board of Directors der Canadian Mathematical Society und 1994 bis 1996 im Rat (Council) der American Mathematical Society. 1997 bis 1999 war sie Präsidentin der Association for Women in Mathematics.
Sie ist passionierte Langstreckenläuferin (Marathon, Ultramarathon).

## Schriften
- Herausgeberin mit Carl Faith: Module Theory, Lecture notes in mathematics, Springer, 1979